# Nelson Lagoon
Nelson Lagoon – jednostka osadnicza w Stanach Zjednoczonych, w stanie Alaska, w okręgu Aleutians East.